# Politica del Galles
Il Galles è una delle quattro nazioni costitutive del Regno Unito.
Costituzionalmente il Regno Unito è de jure uno stato unitario, ma alla fine degli anni novanta, a seguito della vittoria del Labour di Tony Blair, che aveva interrotto il predominio dei conservatori, si diede il via ad un processo di devoluzione (devolution o home rule) che avrebbe assegnato dei poteri di autogoverno a tre delle quattro nazioni costitutive: la Scozia, il Galles e l'Irlanda del Nord.

## Devolution

### Il Parlamento gallese
Ad eccezione dei conservatori, l'unico grande partito contrario al processo di devoluzione, gli altri maggiori partiti politici gallesi, il Partito Laburista gallese, il Plaid Cymru ed i Liberal Democrats, così come diversi esponenti della società civile, gruppi religiosi e del movimento sindacale, si schierarono a favore del "Sì" nel referendum per la devoluzione del 1997.
L'anno successivo il parlamento britannico approvò dunque il Government of Wales Act 1998 e nel 1999 si tennero le prime elezioni per l'Assemblea Nazionale per il Galles, vinte dai laburisti.
Il predominio laburista durò fino al 2007, quando, con soli 24 seggi su 60, nacque una coalizione tra i due partiti del centro-sinistra, il Labour ed il Plaid Cymru.

## Rappresentanza gallese nel parlamento e nel governo del Regno Unito

### Parlamento
Il Galles elegge 40 rappresentanti alla Camera dei Comuni (su un totale di 646).

### Governo
Il Wales Office (in gallese: Swyddfa Cymru) è un dipartimento del governo britannico, nato a seguito del processo di devoluzione, in sostituzione del Welsh Office. Quest'ultima istituzione aveva infatti maggiori poteri rispetto all'attuale.
A capo del Wales Office c'è il Segretario di Stato per il Galles.